# Вулф (вулкан)
Вулф (исп. Volcán Wolf — «волк») — действующий щитовой вулкан на севере острова Исабела (архипелаг Галапагос, Эквадор). Расположен точно на экваторе и линия экватора делит его практически ровно пополам.
Слабоактивный, за 900 лет с момента образования вулкана произошло около 20 извержений, последнее началось 25 мая 2015 года, предыдущее извержение — в 1797 году. Вулкан был назван в честь Теодора Вольфа, немецкого геолога, который изучал Галапагосские острова в XIX веке. Вулкан имеет очень глубокую кальдеру с обрывистыми склонами. Её глубина достигает 700 м. В кратере — крупное озеро с небольшим островком. Вся поверхность озера покрыта вулканической пемзой.
Вулф — самый высокий вулкан островов Галапагос, высотой 1707 метров. Рядом с ним находится вулкан Дарвин и вулкан Эквадор.